# The Dubliners
The Dubliners (česky Dubliňané) byla irská folková skupina založená v roce 1962 v Dublinu. Zaměřovala se na lidové i zlidovělé irské písně. Za téměř padesát let existence se v ní vystřídalo větší množství členů.

### Ukázky
- Whisky In The Jar
- Rocky Road To Dublin
- The British Army